# Neochera
Neochera is een geslacht van vlinders van de familie spinneruilen (Erebidae), uit de onderfamilie Aganainae.

## Soorten
- N. contraria Reich, 1936
- N. dominia Walker, 1854
- N. inops Walker, 1854
- N. marmorea Walker, 1856